# Ронкильо, Диего
Диего Ронкильо (исп. Diego Ronquillo) — временный губернатор Филиппин.
Диего Ронкильо был племянником предыдущего губернатора Филиппин — Гонсало Ронкильо де Пеньалоса. После того, как его дядя неожиданно скончался 10 марта 1583 года, Диего стал временным губернатором вместо него.
Во время отпевания Гонсало Ронкильо де Пеньалоса 19 марта 1583 года в Церкви святого Августина произошёл большой пожар, от которого Манила сильно пострадала.
Ещё Гонсало Ронкильо де Пеньалос и первый епископ Манилы Сантьяго де Саласар просили испанского короля учредить на Филиппинах отдельный верховный суд. В 1584 году из Мексики прибыло трое судей и была образована Королевская аудиенсия Манилы.
Вскоре Диего Ронкильо был обвинён в растрате имущества своего покойного дяди, арестован и отправлен в Испанию как преступник. Губернатором Филиппин стал президент Аудиенсии Сантьяго де Вера.